# Liste der Biografien/Ado
Liste der Biografien |
Portal Biografien |
Personensuche
# |
A |
B |
C |
D |
E |
F |
G |
H |
I |
J |
K |
L |
M |
N |
O |
P |
Q |
R |
S |
T |
U |
V |
W |
X |
Y |
Z |
?
 
Aa |
Ab |
Ac |
Ad |
Ae |
Af |
Ag |
Ah |
Ai |
Aj |
Ak |
Al |
Am |
An |
Ao |
Ap |
Aq |
Ar |
As |
At |
Au |
Av |
Aw |
Ax |
Ay |
Az
 
Ada |
Adc |
Add |
Ade |
Adg |
Adh |
Adi |
Adj |
Adk |
Adl |
Adm |
Adn |
Ado |
Adr |
Ads |
Adt |
Adu |
Adv |
Adw |
Ady |
Adz
Die Liste der Biografien führt alle Personen auf, die in der deutschsprachigen Wikipedia einen Artikel haben. Dieses ist eine Teilliste mit 239 Einträgen von Personen, deren Namen mit den Buchstaben „Ado“ beginnt.

## Ado
- Ado (* 1946), brasilianischer Fußballspieler
- Ado (* 2002), japanische J-Pop- und Vocaloid-Sängerin
- Ado von Vienne (799–875), Erzbischof und Heiliger
- Ado, Igor Dmitrijewitsch (1910–1983), russischer Mathematiker

### Adob
- Adobogiona, galatische Adlige
- Adoboh, Peter (1958–2020), nigerianischer Geistlicher und römisch-katholischer Bischof von Katsina-Ala in Nigeria
- Adoboli, Eugene Koffi (1934–2025), togoischer Politiker, Premierminister von Togo
- Adoboli, Kweku (* 1980), ghanaischer Investmentbanker und BetrügerKweku Adoboli (* 1980)

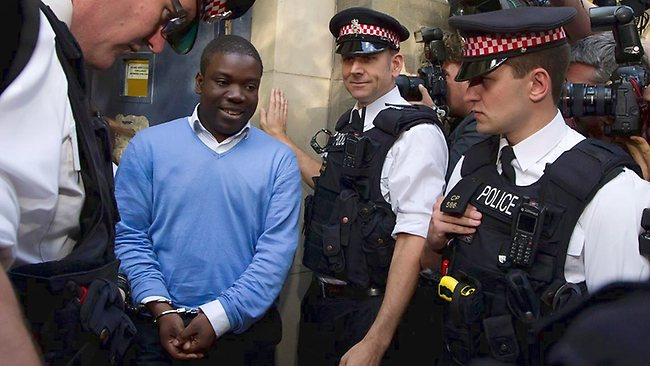
Kweku Adoboli (* 1980)

### Adoc
- Adochi (* 1954), rumänischer Maler und Bildhauer

### Adod
- Adodurow, Wassili Jewdokimowitsch (1709–1780), russischer Mathematiker, Philologe und Hochschullehrer

### Adof
- Adofo-Mensah, Kwesi (* 1981), US-amerikanischer American-Football-Funktionär

### Adog
- Adogame, Afe (* 1964), nigerianischer Religionswissenschaftler

### Adok
- Ádok, Zoli (* 1976), ungarischer Sänger, Schauspieler und Tänzer

### Adol
- Adola Idemo, Guye (* 1990), äthiopischer Langstreckenläufer
- Adolay, Johann Kaspar (1771–1853), deutscher Notar
- Adolf († 1437), Herzog von Berg und von Jülich
- Adolf (1300–1327), Titular-Pfalzgraf bei Rhein
- Adolf (1362–1420), Graf von Nassau-Dillenburg
- Adolf (* 1434), Herzog von Bayern-München
- Adolf (1458–1500), Graf von Oldenburg aus dem Haus Oldenburg
- Adolf (1526–1559), Graf von Nassau-Saarbrücken
- Adolf (1577–1623), Graf von Tecklenburg
- Adolf (1629–1676), Graf von Nassau-Schaumburg, Prinz von Nassau-Dillenburg
- Adolf (1743–1803), Landgraf von Hessen-Philippsthal-Barchfeld aus dem Haus Hessen
- Adolf Friedrich (1710–1771), König von Schweden (1751–1771)Adolf Friedrich (1710–1771)

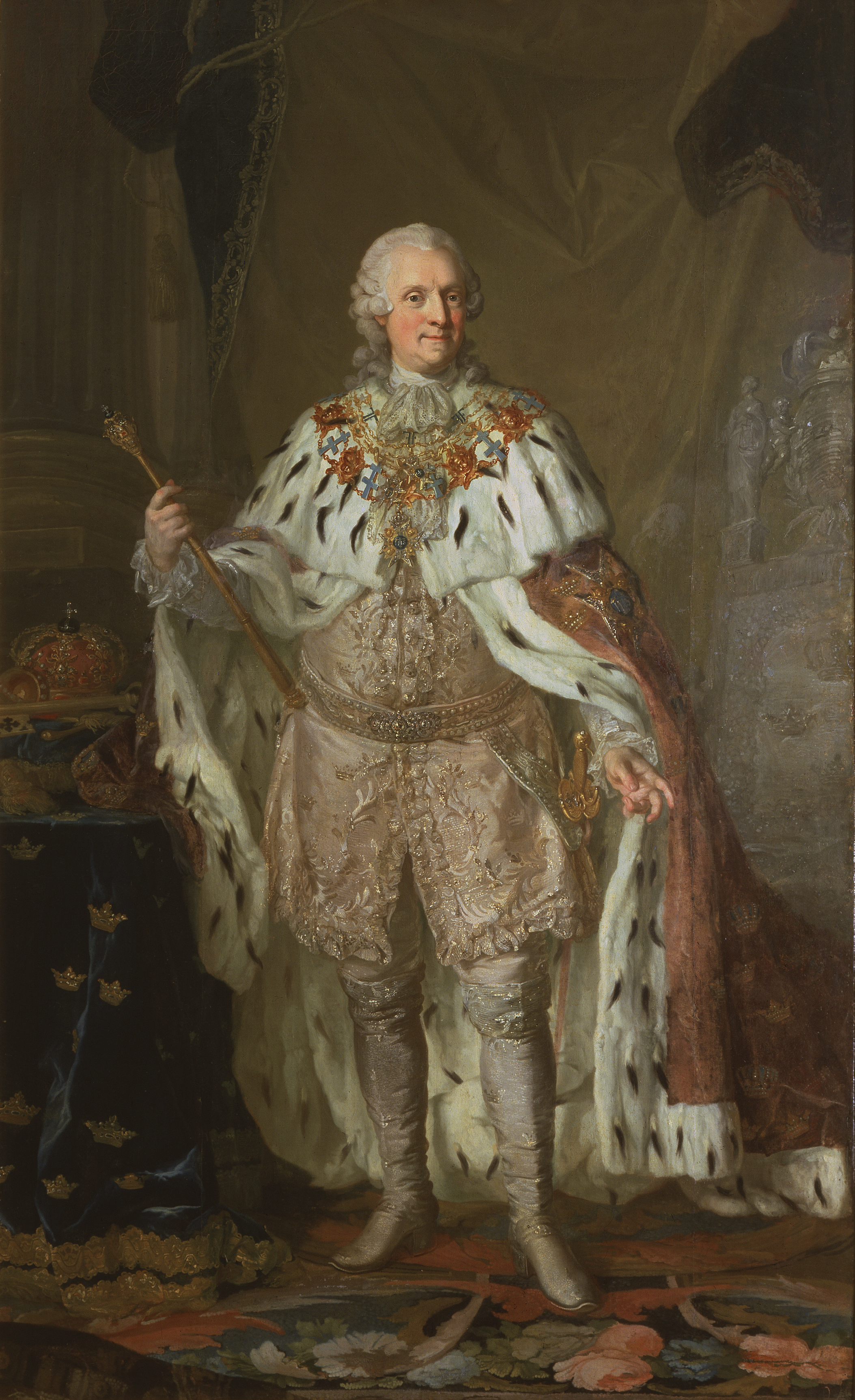
Adolf Friedrich (1710–1771)

- Adolf Friedrich I. (1588–1658), Herzog zu Mecklenburg
- Adolf Friedrich II. (1658–1708), Herzog zu Mecklenburg, regierender Herzog in Mecklenburg-Strelitz
- Adolf Friedrich III. (1686–1752), Herzog zu Mecklenburg; regierender Herzog von Mecklenburg-Strelitz (1708–1752)
- Adolf Friedrich IV. (1738–1794), Herzog zu Mecklenburg; regierender Herzog von Mecklenburg-Strelitz (1752–1794)
- Adolf Friedrich V. (1848–1914), Großherzog von Mecklenburg in Mecklenburg-Strelitz
- Adolf Friedrich VI. (1882–1918), Großherzog von Mecklenburg, regierender Fürst in Mecklenburg-Strelitz (1914–1918)
- Adolf I. († 1130), Graf von Schauenburg und Holstein
- Adolf I. († 1173), Abt von Werden (1160–1173)
- Adolf I. († 1270), Graf von Waldeck und Schwalenberg
- Adolf I. († 1106), Graf von Berg; Begründer der Grafschaft Berg
- Adolf I. († 1370), Graf von Nassau-Wiesbaden-Idstein
- Adolf I. (1526–1586), Herzog von Schleswig-Holstein-Gottorf
- Adolf I. Georg (1817–1893), Fürst zu Schaumburg-Lippe
- Adolf I. von der Mark († 1249), Sohn von Friedrich von Berg-Altena
- Adolf I. von Saffenberg, Graf von Saffenberg und Nörvenich; Vogt von Klosterrath
- Adolf II., Graf von Berg (1115–1160)
- Adolf II. (1128–1164), Graf von Schauenburg, Holstein und Stormarn
- Adolf II. († 1302), Graf von Waldeck und Bischof von Lüttich
- Adolf II. (1373–1448), Herzog von Kleve (1394–1448), Graf von der Mark (1398–1448) und Herr von Ravenstein (1397–1448)
- Adolf II. (1386–1426), Graf von Nassau-Wiesbaden-Idstein
- Adolf II. (1458–1526), Bischof von Merseburg
- Adolf II. (1883–1936), letzter regierender Fürst zu Schaumburg-LippeAdolf II. (1883–1936)

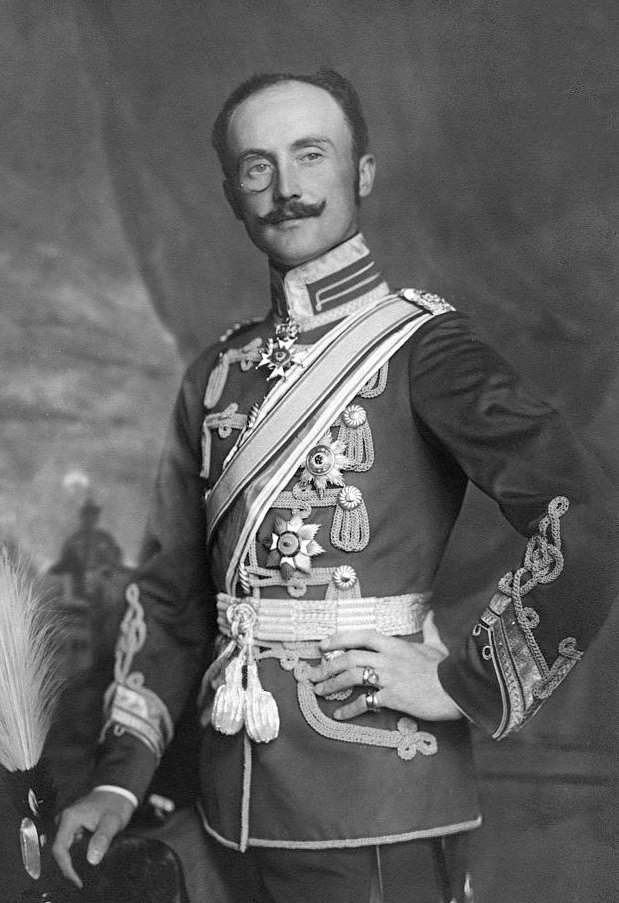
Adolf II. (1883–1936)

- Adolf II. von der Mark († 1347), Herrscher der Grafschaft Mark und später auch der Grafschaft Kleve
- Adolf II. von der Mark (1288–1344), Fürstbischof von Lüttich (1313–1344)
- Adolf III. (1160–1225), Graf von Schauenburg und HolsteinAdolf III. (1160–1225)

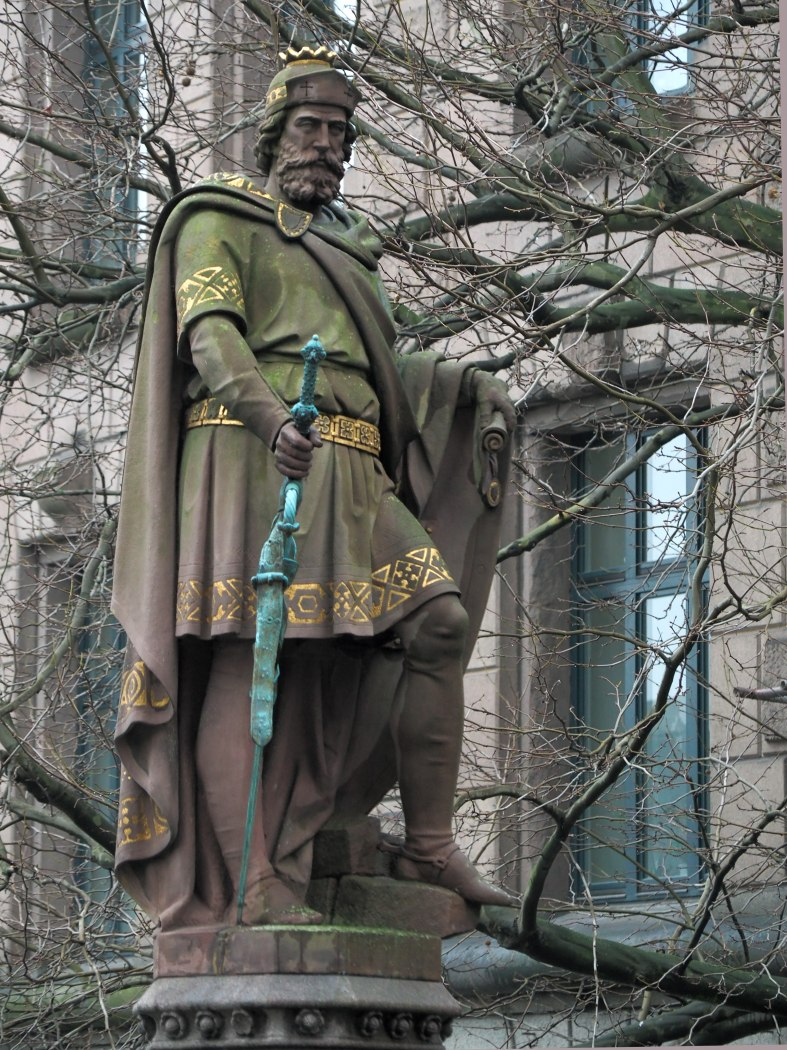
Adolf III. (1160–1225)

- Adolf III. († 1218), Graf von Berg (1189–1218); Kreuzfahrer
- Adolf III. (1362–1431), Graf von Waldeck zu Landau (1397–1431)
- Adolf III. (1443–1511), Graf von Nassau-Wiesbaden-Idstein
- Adolf III. von Dassel, Graf von Dassel
- Adolf III. von der Mark († 1394), Bischof von Münster (1357–63); Elekt von Köln (1363–64); Graf von Kleve (1368–94); Graf von der Mark (1392–1393)
- Adolf IV. († 1261), Graf von Schauenburg (1225–1238) und Holstein (1227–1238)
- Adolf IV. (1220–1259), Graf von Berg (1246–1259)
- Adolf IX. († 1426), regierender Graf
- Adolf Johann I. (1629–1689), schwedischer Reichsmarschall, Herzog von Stegeborg und Pfalz-Zweibrücken-Kleeburg
- Adolf V. († 1296), Regent der Grafschaft Berg (1259–1296)
- Adolf V. († 1308), Graf von Holstein und Stormarn
- Adolf VI. († 1348), Graf der Grafschaft Berg (1308–1348)
- Adolf VI. (1256–1315), Graf im Gebiet Schaumburg im Hochmittelalter
- Adolf VII. († 1354), Graf von Schauenburg
- Adolf VII. († 1390), Graf von Holstein-Kiel
- Adolf VIII. († 1370), Adeliger in Holstein-Pinneberg und Schenburg
- Adolf VIII. (1401–1459), Graf von Holstein
- Adolf von Altena († 1220), Erzbischof von Köln
- Adolf von Berg († 1148), deutscher Adliger, Kreuzfahrer
- Adolf von Burgund (1489–1540), Herr von Veere und Admiral der Niederlande
- Adolf von Drolshagen († 1338), Domherr in Münster
- Adolf von Egmond (1438–1477), Herzog des Herzogtum Geldern
- Adolf von Eppstein, Bischof von Speyer
- Adolf von Essen († 1439), deutscher Mönch
- Adolf von Kleve (1425–1492), Generalstatthalter der Burgundischen Niederlande und Regent für Philipp den Schönen, Herr von Ravenstein und Wynendael
- Adolf von Nassau († 1298), römisch-deutscher KönigAdolf von Nassau († 1298)

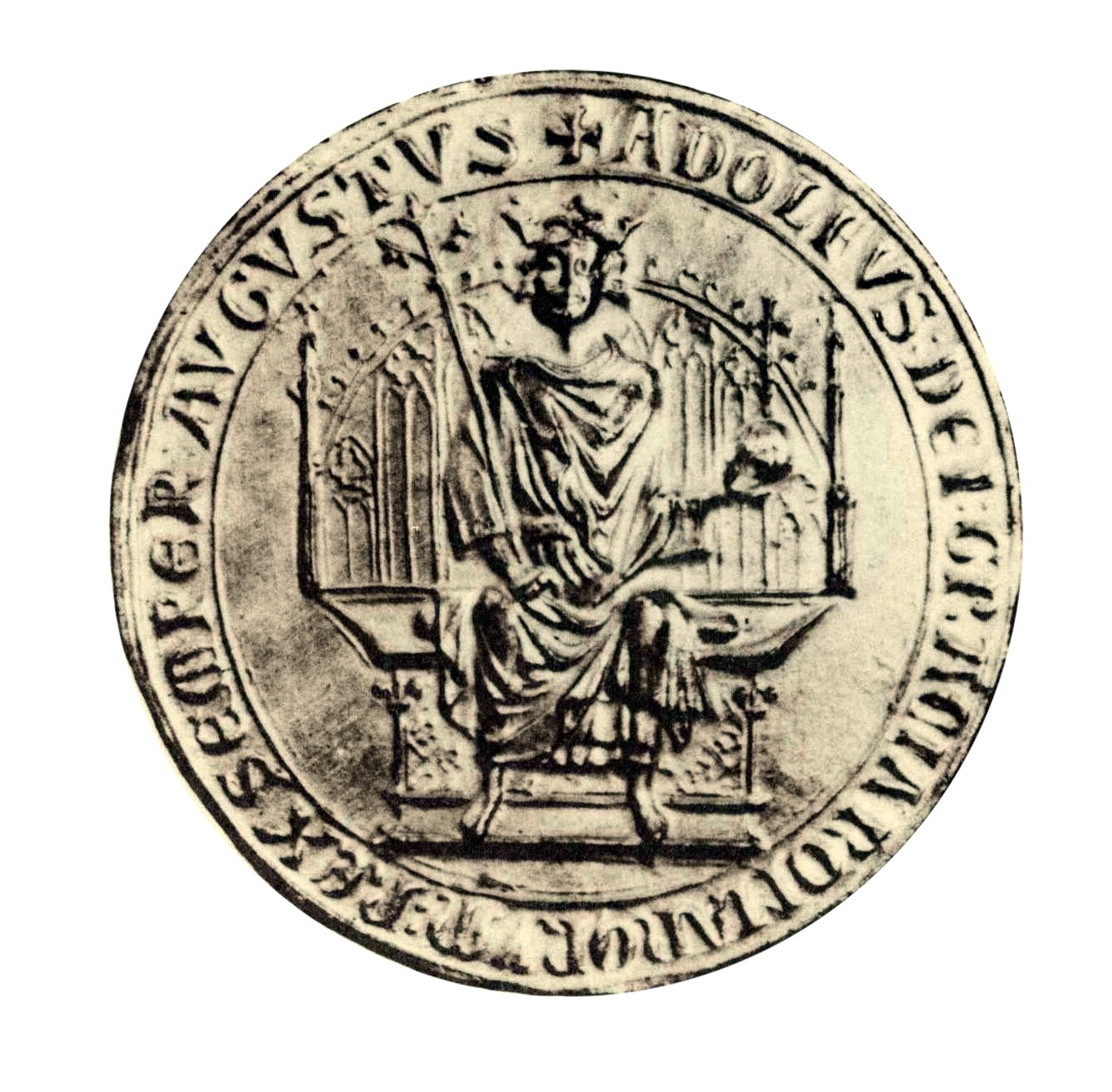
Adolf von Nassau († 1298)

- Adolf von Nassau-Wiesbaden-Idstein (1353–1390), Erzbischof von Mainz (1381–1390)
- Adolf von Nassau-Wiesbaden-Idstein († 1475), Erzbischof von Mainz
- Adolf von Rhemen, Domherr in Münster
- Adolf von Schaumburg (1511–1556), Erzbischof von Köln (1547–1556)
- Adolf von Schleswig-Holstein-Gottorf (1600–1631), zweiter Sohn des regierenden Herzogs Johann Adolf
- Adolf von Schwarzburg-Rudolstadt (1801–1875), deutscher Feldmarschallleutnant
- Adolf von Tecklenburg († 1224), Bischof von Osnabrück und Heiliger der katholischen Kirche
- Adolf von Wien, Dichter
- Adolf Wilhelm (1632–1668), Herzog von Sachsen-Eisenach
- Adolf X. (1419–1474), regierender Graf
- Adolf XI. (1547–1601), regierender Graf
- Adolf zu Mecklenburg (1785–1821), Prinz, Herzog zu Mecklenburg-Schwerin, Offizier, Konvertit zur katholischen Kirche
- Adolf zu Schaumburg-Lippe (1859–1916), deutscher Adeliger, Prinz aus dem Hause Schaumburg-LippeAdolf zu Schaumburg-Lippe (1859–1916)

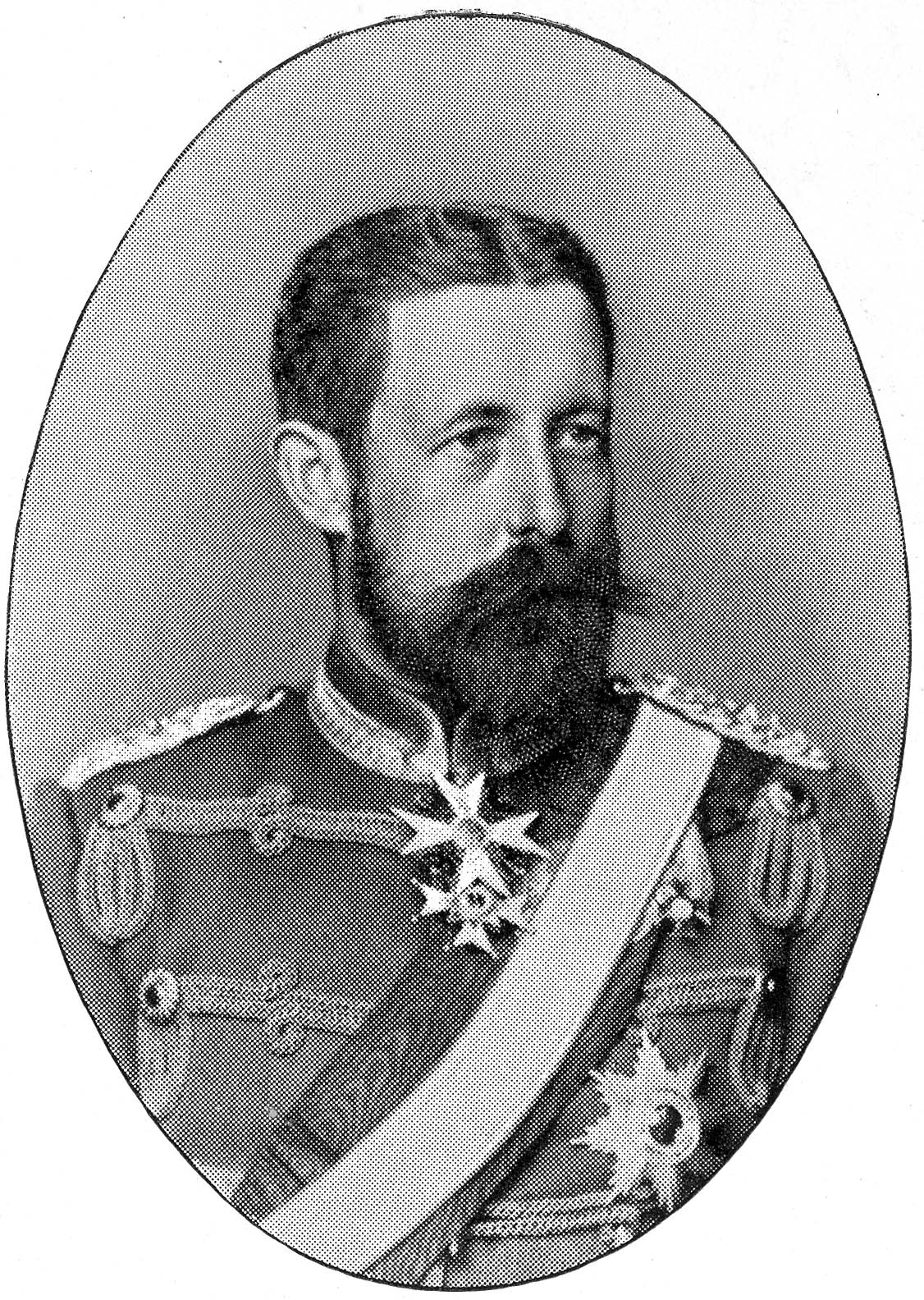
Adolf zu Schaumburg-Lippe (1859–1916)

- Adolf, Christopher (* 1976), palauischer Sprinter
- Adolf, Helene (1895–1998), österreichisch-amerikanische Literaturwissenschaftlerin und Linguistin
- Adolf, Hilde (1953–2002), deutsche Politikerin (SPD), MdBB
- Adolf, Josef (1898–1951), tschechoslowakischer nordischer Skisportler
- Adolf, Marian (* 1974), österreichischer Medien- und Kommunikationswissenschaftler
- Adolf, Ruth (* 1943), Schweizer Skirennläuferin
- Adolf, Thomas (* 1958), deutscher Rechtsextremist
- Adolf, Wilhelm, deutscher Rennrodler
- Adolfati, Andrea († 1760), italienischer Opernkomponist
- Adolff, Hans (* 1904), deutscher Unternehmer, zweimal Präsident des 1. FC Kaiserslautern
- Adolff, Kurt (1921–2012), deutscher Rennfahrer
- Adolfo, Rosinei (* 1983), brasilianischer Fußballspieler
- Adolfs, Friedhelm (1938–2017), deutscher Rentner
- Adolfs, Gerard Pieter (1898–1968), Maler, Architekt, Autodidakt, Niederländisch-Indien, Java, Bali, Surabaya
- Adolfs, Heinrich (1901–1964), deutscher Bildhauer, Maler und Zeichner
- Adolfsson, Eva (1942–2010), schwedische Schriftstellerin
- Adolfsson, Josefine (* 1973), schwedische Schriftstellerin, Drehbuchautorin und Dokumentarfilmerin
- Adolfsson, Kim (* 1988), schwedische Biathletin
- Adoli, Haron (* 1994), ugandischer Sprinter
- Adolph (1817–1905), Herzog von Nassau, Großherzog von LuxemburgAdolph (1817–1905)

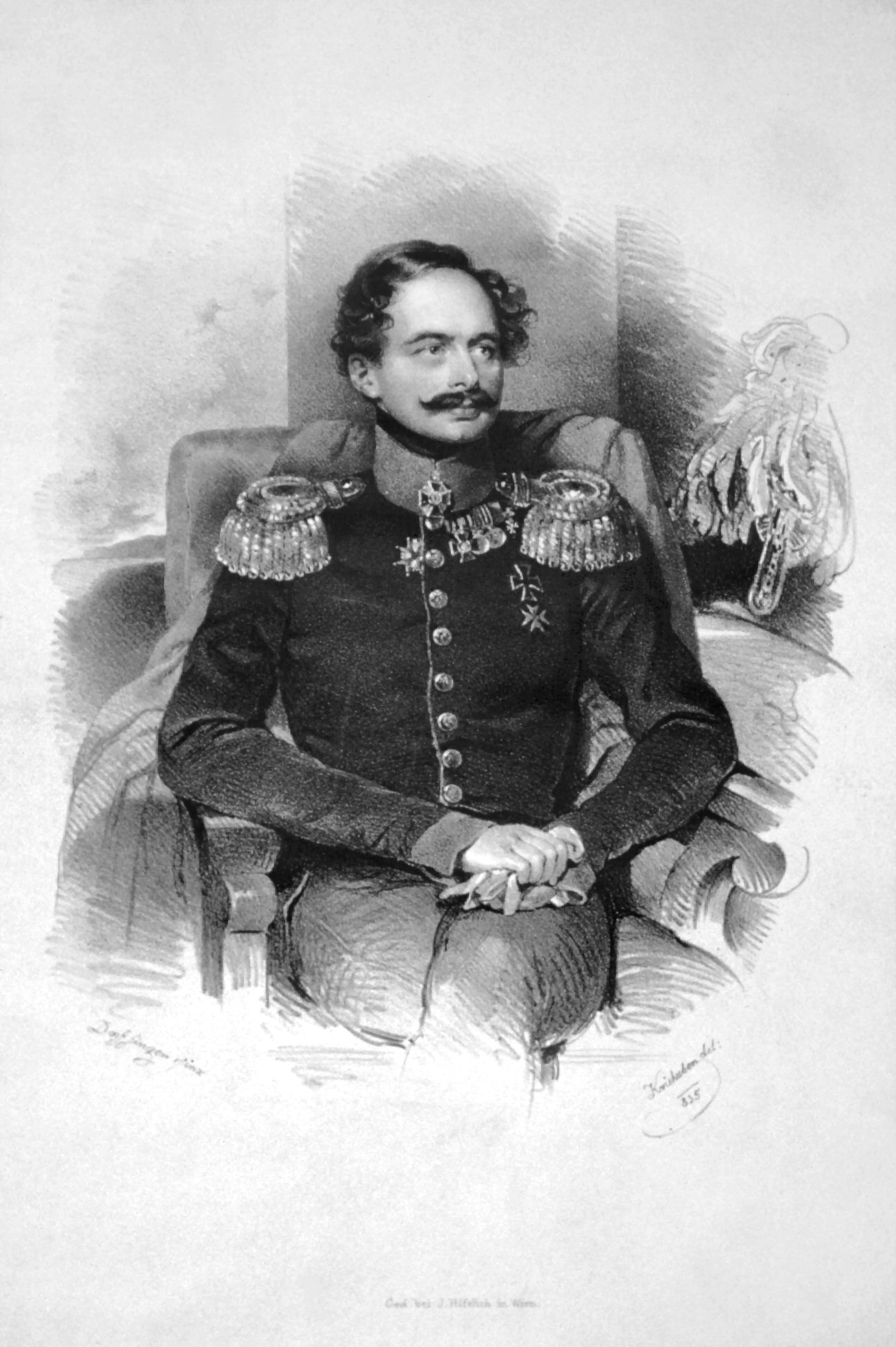
Adolph (1817–1905)

- Adolph, Alexander (* 1965), deutscher Regisseur und Drehbuchautor
- Adolph, Alfred (1895–1959), deutscher KPD- und SED-Funktionär
- Adolph, Alfred (* 1929), deutscher Ingenieur, Generaldirektor in der DDR
- Adolph, Arthur (1896–1956), deutscher Politiker (DStP), MdR
- Adolph, Barbara (* 1931), deutsche Schauspielerin und Synchronsprecherin
- Adolph, Benno (1912–1967), deutscher SS-Mediziner und KZ-Arzt
- Adolph, Carl (1838–1890), deutscher Astronom, Mathematiker und Oberlehrer
- Adolph, Ernst (1873–1955), deutscher Generalmajor der Wehrmacht im Zweiten Weltkrieg
- Adolph, Ernst (1930–2021), deutscher Fußballspieler
- Adolph, Georg Ernst (1843–1922), deutscher Entomologe
- Adolph, Gerhard (* 1937), deutscher Geher, Schauspieler und Moderator
- Adolph, Gottlob (1685–1745), deutscher Kirchenlieddichter
- Adolph, Heinrich (1836–1914), niedersächsischer Pastor
- Adolph, Heinrich (1885–1951), deutscher protestantischer Theologe und Hochschullehrer
- Adolph, Hubert (1926–2007), österreichischer Kunsthistoriker
- Adolph, Johann Baptist (1657–1708), Jesuit und Bühnendichter
- Adolph, Johannes (1882–1958), deutscher Ingenieur und Unternehmer
- Adolph, Jörg (* 1967), deutscher Filmemacher (Dokumentarfilm), Produzent und Filmeditor
- Adolph, Joseph Anton (* 1729), österreichisch-böhmischer Porträt- und Historienmaler
- Adolph, Joseph Franz (1671–1749), österreichisch-böhmischer Tiermaler
- Adolph, Karl (1869–1931), österreichischer Schriftsteller
- Adolph, Paul (1840–1914), deutscher Jurist, Politiker, Oberbürgermeister und Mitglied des Preußischen Herrenhauses
- Adolph, Paul (1868–1941), deutscher Geheimer Regierungsrat und Generalintendant des Sächsischen Staatstheaters
- Adolph, Renate (* 1954), deutsche Politikerin (Die Linke), MdL, inoffizieller Mitarbeiter der DDR-Staatssicherheit
- Adolph, Roland (1946–1997), deutscher evangelischer Pfarrer
- Adolph, Rudolf (1900–1984), deutscher Schriftsteller
- Adolph, Thomas Viktor (1914–1997), deutscher Journalist und Kinderbuchautor
- Adolph, Timon Erik (* 1985), österreichischer Internist und Gastroenterologe
- Adolph, Walter (1902–1975), deutscher Priester, Generalvikar
- Adolph, Wolfram (1964–2019), deutscher Publizist und Journalist
- Adolph-Auffenberg-Komarów, Gustav (1887–1967), österreichischer Offizier, zuletzt Generalleutnant der Wehrmacht
- Adolphe, Madame Max (* 1925), haitianische Politikerin
- Adolphe, Monique (1932–2022), französische Wissenschaftlerin, Doktor der Pharmazie und Forscherin im Bereich der Zellbiologie
- Adolphi, August (1889–1965), deutscher Politiker (SPD)
- Adolphi, Bodo Theodor (1939–2020), deutscher Politiker (Schill, Pro DM, HeimatHamburg, AfD), MdHB
- Adolphi, Christian Michael (1676–1753), deutscher Arzt
- Adolphi, Friedrich (1934–2014), deutscher Politiker (Partei Rechtsstaatlicher Offensive, Pro Deutsche Mitte – Initiative Pro D-Mark), MdHB
- Adolphi, Günter (1902–1982), deutscher Verfahrenstechniker und Hochschullehrer
- Adolphi, Heinrich (1622–1686), deutsch-baltischer lutherischer Geistlicher und Autor
- Adolphi, Heinrich Leonhard (1852–1918), evangelisch-lutherischer Geistlicher, Schachkomponist, deutsch-baltischer Märtyrer
- Adolphi, Hildegard (1919–1994), deutsche Schauspielerin und Tänzerin
- Adolphi, Margarethe (* 1876), deutsche Theaterschauspielerin
- Adolphi, Wolfram (* 1951), deutscher Politikwissenschaftler und Autor
- Adolphs, Karl (1904–1989), deutscher Politiker (KPD/SED)
- Adolphs, Lotte (1915–1995), deutsche Pädagogin und Soziologin
- Adolphsen, Brigitte (1883–1968), deutsche Schriftstellerin
- Adolphsen, Helge (* 1940), deutscher lutherischer Theologe
- Adolphsen, Peter (* 1972), dänischer Schriftsteller
- Adolphson, Edvin (1893–1979), schwedischer Filmschauspieler und Regisseur
- Adolphson, Kristina (* 1937), schwedische Filmschauspielerin
- Adolphson, Olle (1934–2004), schwedischer Komponist und Dichter
- Adolphus Frederick, 1. Duke of Cambridge (1774–1850), britischer FeldmarschallAdolphus Frederick, 1. Duke of Cambridge (1774–1850)

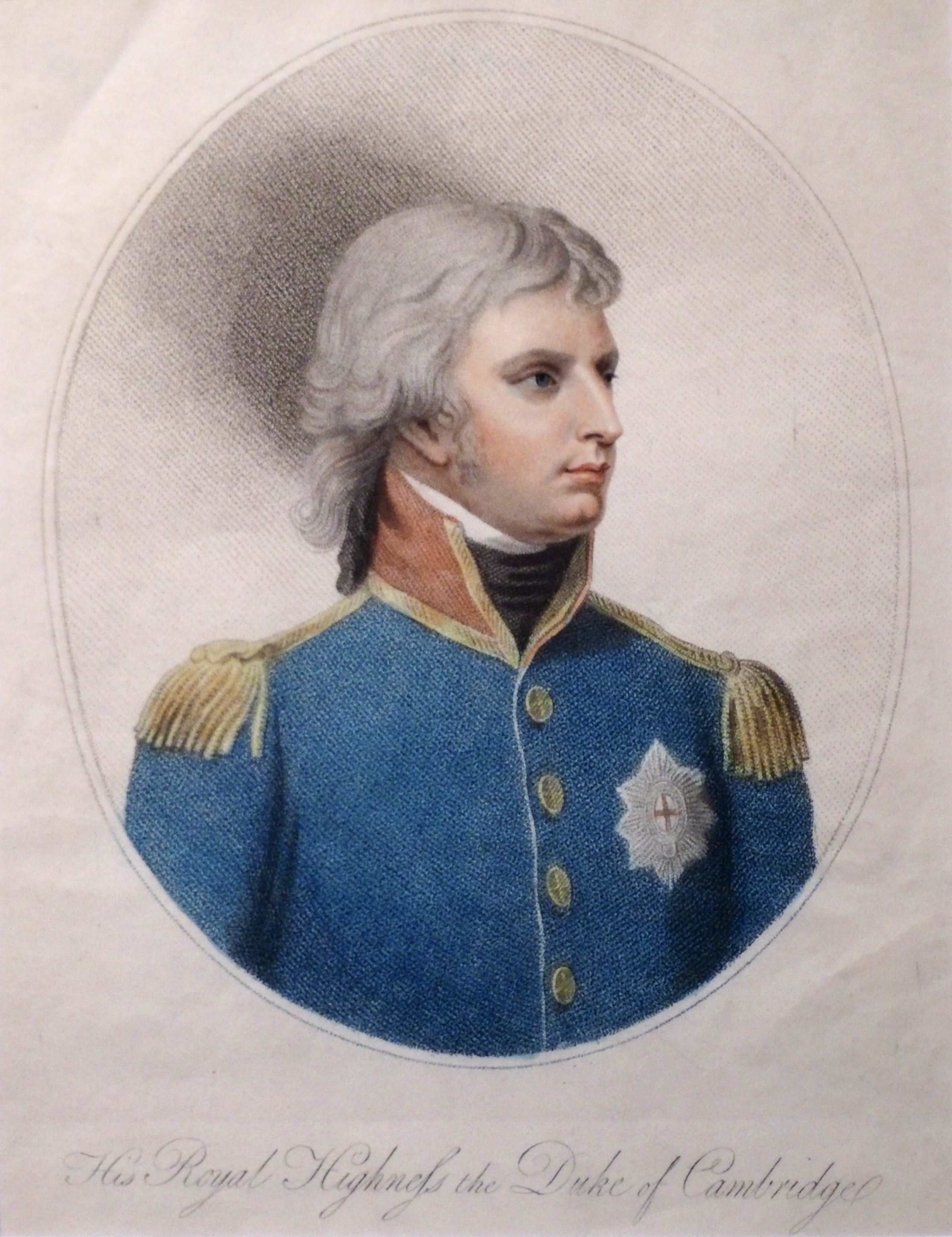
Adolphus Frederick, 1. Duke of Cambridge (1774–1850)

- Adolphus, Milton (1913–1988), US-amerikanischer Komponist

### Adom
- Adom, Kacou Houadja Léon (* 1950), ivorischer Diplomat
- Adomah, Albert (* 1987), ghanaischer Fußballspieler
- Adomaitienė, Virginija (* 1958), litauische Psychiaterin und Professorin
- Adomaitis, Antanas (1902–1936), katholischer Geistlicher, Organist und Professor
- Adomaitis, Aurimas (* 1987), litauischer Basketballspieler
- Adomaitis, Dainius (* 1974), litauischer Basketball-Trainer und Basketballspieler
- Adomaitis, Héctor (* 1970), argentinischer Fußballspieler
- Adomaitis, Kasparas (* 1983), litauischer Politiker
- Adomaitis, Laimutis (* 1986), litauischer Ringer
- Adomaitis, Regimantas (1937–2022), litauischer Film- und Theaterschauspieler
- Adomaitis, Zenonas Petras (1945–2016), litauischer Politiker
- Adomako, Eureka, ghanaische Botanikerin und Hochschullehrerin
- Adomat, Dirk (* 1960), deutscher Politiker (SPD), Landrat des Landkreises Hameln-Pyrmont
- Adomavičienė, Ona (* 1951), litauische Juristin, Notarin, Präsidentin der litauischen Notarkammer
- Adomavičius, Aurimas (* 1993), litauischer Ruderer
- Adomavičius, Romas (* 1953), litauischer Politiker
- Adomavičius, Šarūnas (* 1951), litauischer Diplomat, Rechtswissenschaftler, Politiker, stellvertretender Außenminister Litauens
- Adomavičiūtė, Ieva (* 1994), litauische Ruderin
- Adomeit, Caroline (* 1994), deutsche Violinistin und Komponistin
- Adomeit, George (1879–1967), deutschamerikanischer Maler, Grafiker und Druckunternehmer
- Adomeit, Hannes (1942–2022), deutscher Politikwissenschaftler
- Adomeit, Janine (* 1983), deutsche Schriftstellerin
- Adomeit, Kai (* 1968), deutscher Pianist
- Adomeit, Klaus (1935–2019), deutscher Rechtswissenschaftler
- Adomeit, Martin (* 1963), deutscher Tischtennistrainer
- Adomeit, Thomas (* 1970), deutscher lutherischer Theologe
- Adomėnas, Arūnas (* 1977), litauischer Verwaltungsjurist, Oberster Zollamtsrat Litauens, Leiter von Zollamt Litauens
- Adomėnas, Mantas (* 1972), litauischer Philosoph und Politiker
- Adomian, James (* 1980), US-amerikanischer Komiker und Schauspieler
- Adomnan von Iona († 704), irischer Hagiograph, Abt von Iona und Heiliger
- Adomonis, Tadas (1910–1987), litauischer Kunsthistoriker und Schriftsteller

### Adon
- Adoni-Zedek, im Bibelbuch Josua im Alten Testament Amoriterkönig von Jerusalem
- Adonija, Sohn Davids
- Adonis (* 1963), amerikanischer Acid-House-Musiker
- Adonis, Andrew (* 1963), britischer Politiker der Labour Party
- Adonis, Ashante (* 1992), amerikanischer Wrestler
- Adonis, Frank (1935–2018), US-amerikanischer Schauspieler
- Adonis, Joe (1902–1971), US-amerikanischer Mafia-Boss in New York
- Adonxs (* 1995), slowakischer Sänger

### Ador
- Ador, Gustave (1845–1928), Schweizer Politiker, Präsident des IKRK
- Adoratski, Wladimir Wiktorowitsch (1878–1945), sowjetischer Historiker und Philosoph
- Adorée, Renée (1898–1933), französische Schauspielerin
- Adorf, Dirk (* 1969), deutscher Rennfahrer
- Adorf, Johannes († 1505), deutscher katholischer Theologe
- Adorf, Mario (* 1930), deutscher Schauspieler, Hörspielsprecher und AutorMario Adorf (* 1930)

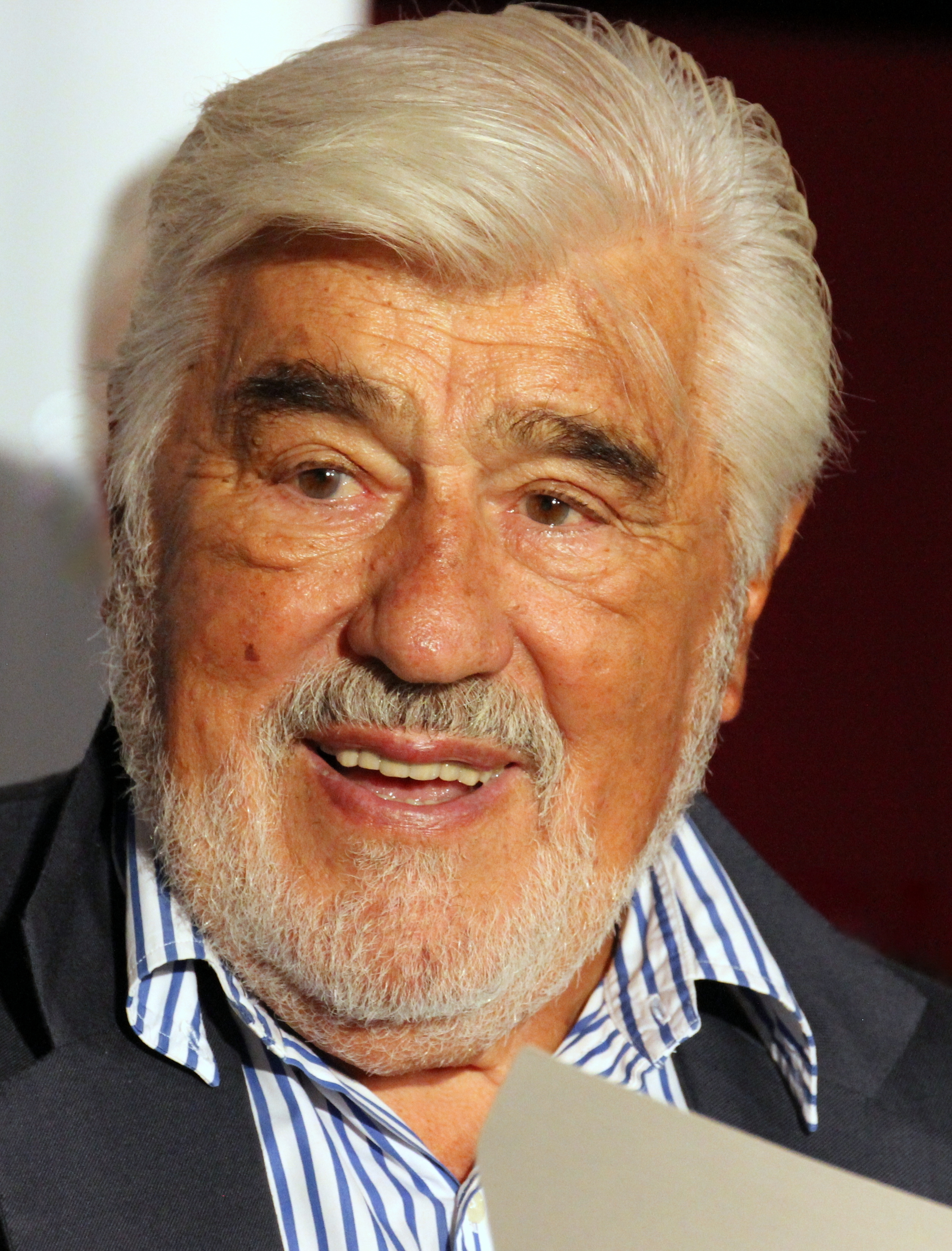
Mario Adorf (* 1930)

- Adorf, Stella Maria (* 1963), deutsche Schauspielerin
- Adorján, András (* 1944), ungarischer Flötist
- Adorján, András (1950–2023), ungarischer Schachspieler
- Adorján, István (1913–1987), ungarischer Radrennfahrer
- Adorján, Johanna (* 1971), dänische Schriftstellerin und Journalistin, lebt und arbeitet in BerlinJohanna Adorján (* 1971)

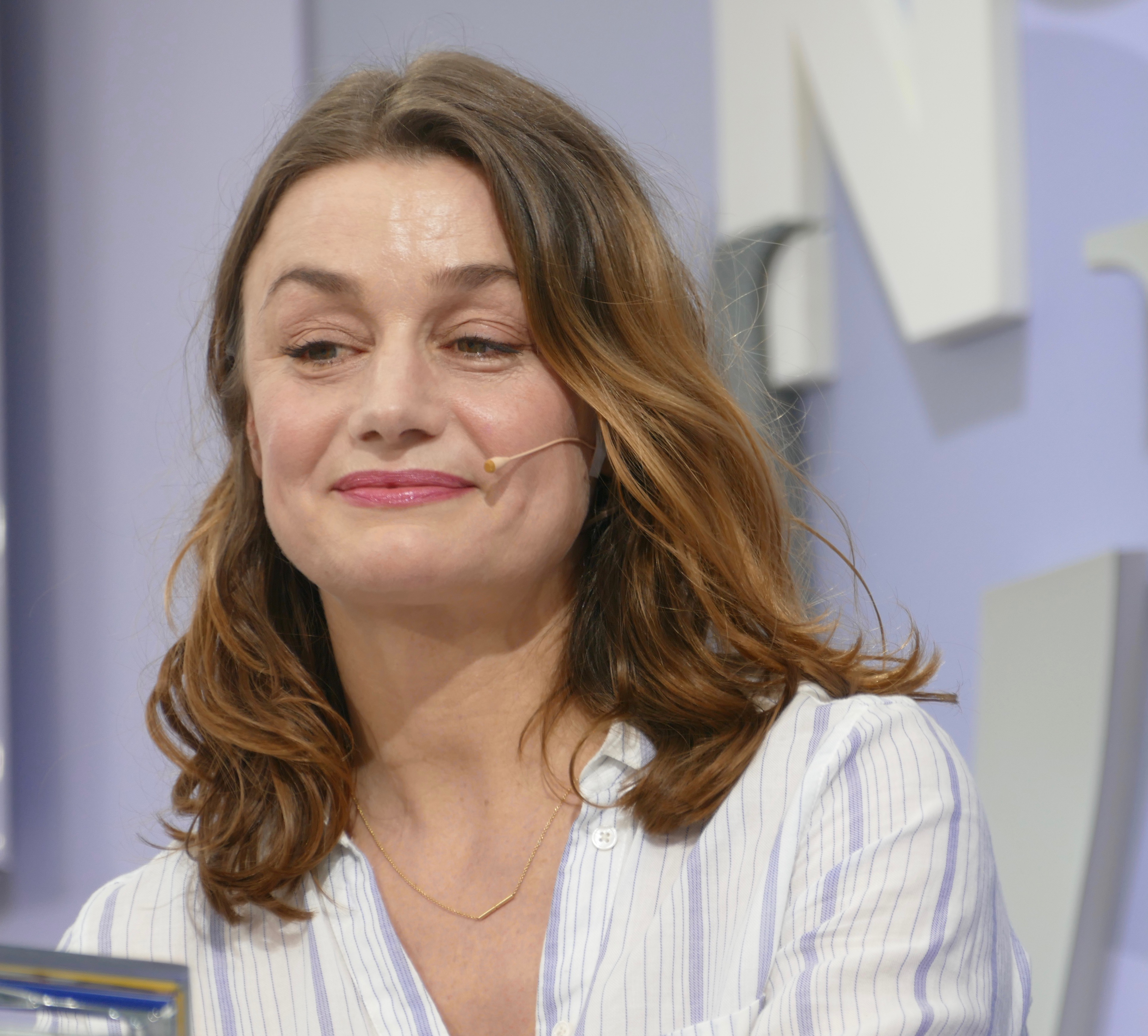
Johanna Adorján (* 1971)

- Adorján, József (* 1975), rumänischer Eishockeyspieler
- Adorjan, Kristina (* 1979), Psychiaterin
- Adorján, Zoltán (* 1961), ungarischer Speedwayfahrer
- Adorni Braccesi Chiassi, Giovanni (* 1953), italienischer Diplomat im Ruhestand
- Adorni, Gabriela (1878–1967), italienische Opernsängerin (Mezzosopran)
- Adorni, Vittorio (1937–2022), italienischer Radrennfahrer
- Adorno, Antoniotto († 1398), Doge der Republik von Genua
- Adorno, Antoniotto (1479–1528), 45. Doge der Republik von Genua
- Adorno, Eduard (1920–2000), deutscher Politiker (CDU), MdB
- Adorno, Francesco (1921–2010), italienischer Philosophiehistoriker
- Adorno, Gretel (1902–1993), deutsche Chemikerin und Unternehmerin; Ehefrau von Theodor W. Adorno
- Adorno, Oscar Adolf (1872–1937), deutscher Landwirtschaftsfunktionär und Politiker (Zentrum)
- Adorno, Rolena (* 1942), US-amerikanische Sprachwissenschaftlerin und Historikerin
- Adorno, Theodor W. (1903–1969), deutscher Soziologe, Philosoph, Musikwissenschaftler und KomponistTheodor W. Adorno (1903–1969)

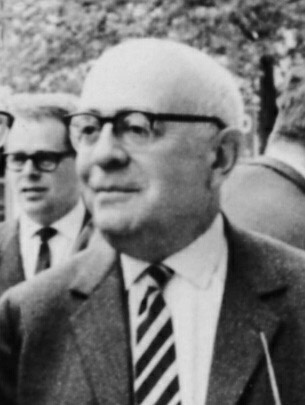
Theodor W. Adorno (1903–1969)

### Ados
- Adosinda, Königin von Asturien

### Adot
- Adoti, Razaaq (* 1973), britischer Schauspieler nigerianischer Abstammung

### Adou
- Adou, Emanuel (* 2002), deutscher Fußballspieler
- Adou, Moufoutaou (* 1991), beninischer Fußballspieler
- Adou, Robleh Ali (* 1964), dschibutischer Regattasegler
- Adouani, Najet (* 1956), tunesische Schriftstellerin, Dichterin und Journalistin
- Adoukonou, Barthélemy (* 1942), beninischer römisch-katholischer Geistlicher und emeritierter Kurienbischof
- Adoukonu, Barthelémy (* 1957), beninischer Boxer
- Adoula, Cyrille († 1978), kongolesischer Politiker, Premierminister der Demokratischen Republik Kongo
- Adoum, Fatima (* 1969), französische Schauspielerin
- Adoum, Jorge Enrique (1926–2009), ecuadorianischer Schriftsteller, Politiker, Essayist und Diplomat
- Adoum, Mahamat Ali (* 1947), tschadischer Politiker und Diplomatie

### Adov
- Adovacrius, Anführer sächsischer Plünderer